# Written in My Scars
Written in My Scars — первый студийный мини-альбом финской дум-метал-группы Shape of Despair, вышедший 30 октября 2010 года на норвежском лейбле Solarfall Records.

## Сочинение
Работа над мини-альбомом началась в 2007 году.

## Список композиций
Все тексты написаны Паси Коскиненом, вся музыка написана Ярно Саломаа и Томи Уллгреном.
| №                   | Название                   | Длительность |
| ------------------- | -------------------------- | ------------ |
| 1.                  | «Written in My Scars»      | 6:01         |
| 2.                  | «The Bliss of Sudden Loss» | 5:47         |
| Общая длительность: | Общая длительность:        | 11:48        |

## Выпуск и продвижение
В августе 2010 года была представлена обложка мини-альбома, а в сентябре лейбл выложил трек «Written In My Scars» для бесплатного прослушивания на своей официальной странице в сети MySpace.

## Участники
- Саму Руотсалайнен — ударные.
- Томи Уллгрен[фин.] — гитара.
- Наталья Сафросскин — вокал.
- Сами Ууситало[англ.] — бас.
- Ярно Саломаа[англ.] — гитара, синтезатор, лирика (написана в период с 2000 по 2002 год).
- Паси Коскинен[англ.] — вокал.